# Aziza Siddiqui

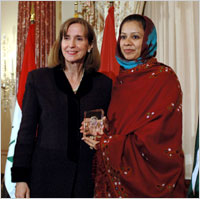
Aziza Siddiqui (dreta) el 7 de març de 2007 amb Paula Dobriansky, sots-secretària d'estat per la democràcia i els afers globals, a Washington DC

Aziza Siddiqui (1983) és una activista afganesa. Va ser la coordinadora de drets de les dones de l'ONG afganesa Ajuda en Acció, en què va dirigir una recerca sobre la situació de les dones afganeses rurals i els va ensenyar els seus drets, de la mateixa manera que va organitzar formació en presa de decisions, malgrat ser personalment amenaçada per la seva feina.
Nascuda a l'Afganistan, Siddiqui va deixar el Pakistan quan tenia vuit anys a causa de la guerra, però va retornar-hi el 2003 per treballar pels drets de les dones. El 2007 va rebre el Premi Internacional Dona Coratge. Tanmateix, a causa de la seva notorietat, no va poder retornar de manera segura a l'Afganistan després d'això i, per tant, va obtenir asili als Estats Units.
El 2008 va començar a treballar com a treballadora social pel BIAS, el Servei Assistent Internacional Bilingüe, que ajudava els immigrants grans i discapacitats, asilats i refugiats. El 2009 Siddiqui va rebre el premi "persona extraordinària de l'any", que promou la diversitat mitjançant les arts i l'educació en arts.